# Kwartsblauwtje
Het kwartsblauwtje (Lysandra albicans) is een vlinder uit de familie van de Lycaenidae, de kleine pages, vuurvlinders en blauwtjes. De wetenschappelijke naam van deze soort is voor het eerst gepubliceerd in 1852 door Herrich-Schäffer.

## Kenmerken
De bovenkant van de vleugels bij het mannetje is wittig van kleur, bij het vrouwtje bruin. De vlinder heeft een voorvleugellengte van 18 tot 21 millimeter. 

## Verspreiding en leefgebied
De soort komt voor in Spanje en westelijk Noord-Afrika. De soort vliegt van juni tot augustus, op hoogtes van 400 tot 2000 meter. De habitat bestaat uit kalkrijke, droge, rotsachtige plaatsen en plaatsen met droog en open struweel.

## Leefwijze
De waardplant van het kwartsblauwtje is paardenhoefklaver.

## Ondersoorten
- Lysandra albicans albicans
- Lysandra albicans berber (Le Cerf, 1932)
- Lysandra albicans dujardini (Barragué, 1987)